# La campanella
La campanella (Italiaans voor "het belletje") is de bijnaam van het derde stuk uit Liszts Six grandes études de Paganini. Het is een pianostuk dat werd geschreven in 1851 en is opgemaakt in de toonsoort gis mineur. Liszt baseerde zich voor de melodie op het laatste deel van Niccolò Paganini's tweede vioolconcert.

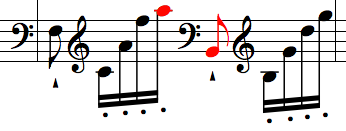
De twee rode noten bevinden zich bijna drie octaven van elkaar, wat neerkomt op een afstand van ongeveer 46 cm op een piano.

De bijnaam (La campanella) werd gegeven omdat elke noot van de melodie wordt afgewisseld door een andere hoge noot, het geluid van een nabootsend belletje.
Het stuk wordt beschouwd als een technisch zeer moeilijk pianostuk door de vereiste sterke techniek: grote sprongen - tot zelfs twee octaven in zestiende noten, trillers met de vierde en vijfde vinger (de ringvinger en pink) in de rechterhand enzovoort.
Op snelheid gespeeld duurt het stuk ongeveer vier of vijf minuten, afhankelijk van de interpretatie.

## Partituur
De eerste dertien maten van de partituur van La campanella zien eruit als volgt:
Het afspelen van audio wordt niet ondersteund in uw browser. U kunt het audiobestand downloaden.